# Reitzenhainer Zeuggraben
Der Reitzenhainer Zeuggraben (auch Reitzenhainer Kunst- und Zeuggraben) ist ein im 16. Jahrhundert angelegter Kunstgraben im Erzgebirge, welcher früher die Berg- und Pochwerke des Marienberger Reviers mit Aufschlagwasser versorgte.

## Beschreibung
Der Graben beginnt als Abfluss aus dem Floßteich an der Neue-Welt-Mühle in Reitzenhain, direkt an der deutsch-tschechischen Grenze in einer Höhe von etwa 770 m ü. NHN.
Am Anfang ist er verrohrt: vom Floßteich führt er östlich des Bahnhofs Reitzenhain durch das Dorf, an der Stengelhaide vorbei und an der Köhlerei entlang. Kurz danach überquert er die Bundesstraße. Bei Kilometer 6 beginnt der offene Teil. Bis hier führte ein Wanderweg auf dem Zeuggraben. Der jetzt offene Graben ist talseitig in Trockenbauweise gemauert und hangseitig teilweise durch den Felsen geschlagen, führt aber fast nirgend Wasser. Ein Wanderweg führt jetzt neben dem Zeuggraben entlang. Bei Kilometer 9 beginnt wieder der verrohrte Teil, im Bereich Gelobtland sind auch teilweise offene Gräben vorhanden bis etwa Kilometer 13, dann verlieren sich die Spuren fast völlig. Der Zeuggraben führte über Großrückerswalde und Wüstenschlette bis nach Lauta.
Die Gesamtlänge beträgt etwa 20 Kilometer, die Strecke bis Gelobtland hatte ein durchschnittliches Gefälle von 0,6 %. Ende des 17. Jahrhunderts wurde ein Abzweig von Gelobtland über Gebirge und Dörfel bis zur Stadtmühle in Marienberg geschaffen.

## Geschichte

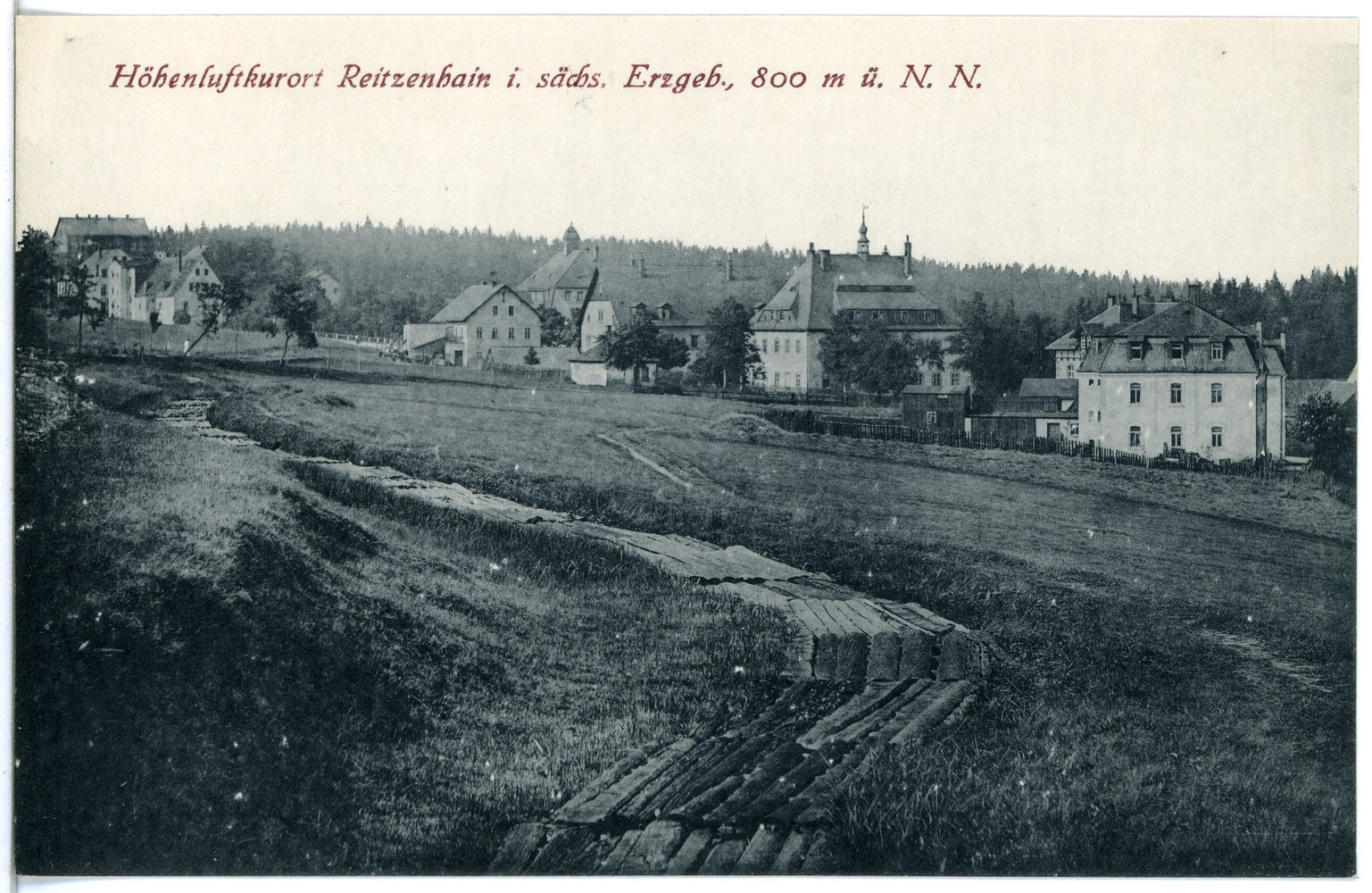
Schwartengedeckter Graben innerhalb der Ortslage Reitzenhain auf einer Ansichtskarte von 1918

Für den aufstrebenden Bergbau des 16. Jahrhunderts plante man den Bau eines Wassergrabens, um die Kunstgezeuge und Förderanlagen der Gruben anzutreiben. Der Bau des Grabens wurde am 6. Juni 1551 angeordnet und bereits nach fünf Monaten, im Oktober 1551, fertiggestellt. Das Wasser trieb die Kunstgezeuge der Gruben auf dem Bauer Morgengang, dem Kiesholz und dem Elisabeth Flachen an.
Nach Aufgabe der Gruben bei Lauta Ende des 17. Jahrhunderts wurde der Graben nach Dörfel umgeleitet. Hier wurde das Wasser auf das Kunstrad des Rudolphschachtes aufgeschlagen.
Auch wurde Wasser des Grabens über die Ziegelscheune zwischen Gebirge und Dörfel in das Wagenbachtal westlich von Pobershau geleitet, um die Wassermenge für die Pochwerke der Zechen am Marterberg zu erhöhen.

## Gegenwart
Nach Einstellung des Bergbaus im Marienberger Revier wurde der nun nicht mehr benötigte Graben durch verschiedene Baumaßnahmen wie Schienen- und Straßenbau zerschnitten oder verfüllt und ist heute nur noch in Abschnitten erhalten. Von Reitzenhain bis Gelobtland führt – mit kurzen Unterbrechungen – ein Wanderweg entlang des Grabens.

## Fotos

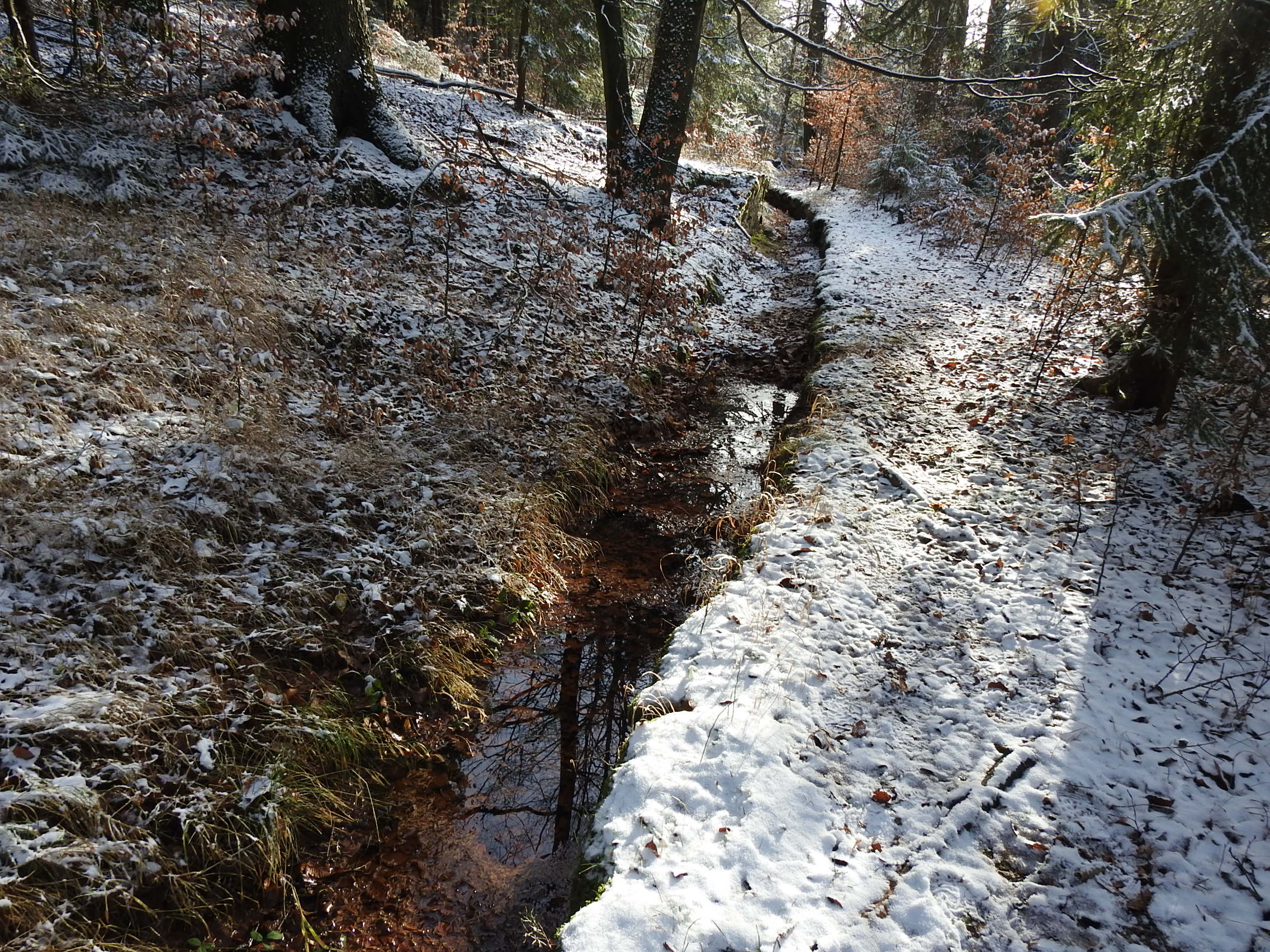
Der jetzt offene Zeuggraben, zwischen dem Berg „Schwarzer Stein“ und der Bundesstraße
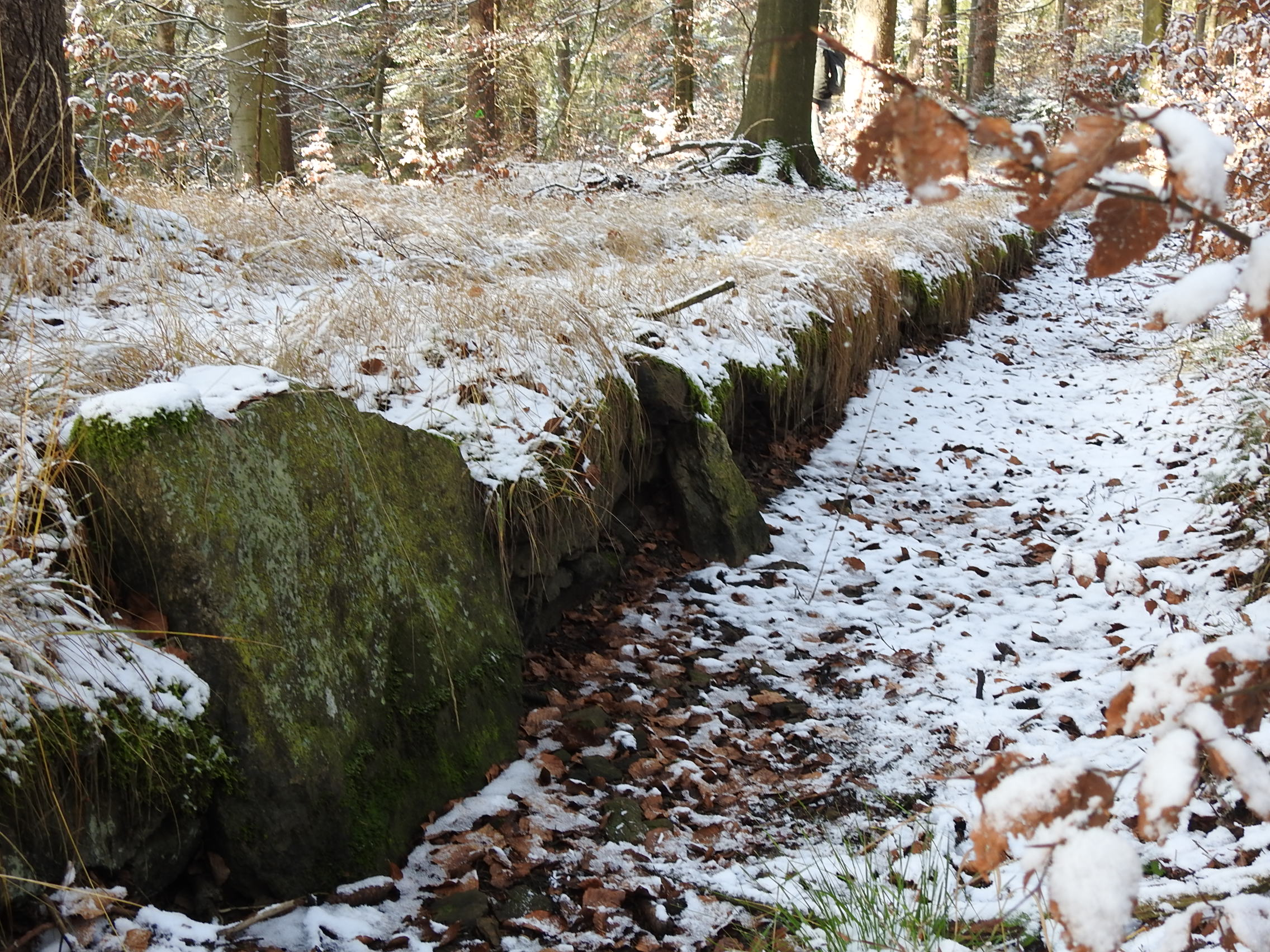
Gemauerte Grabenwände am Zeuggraben
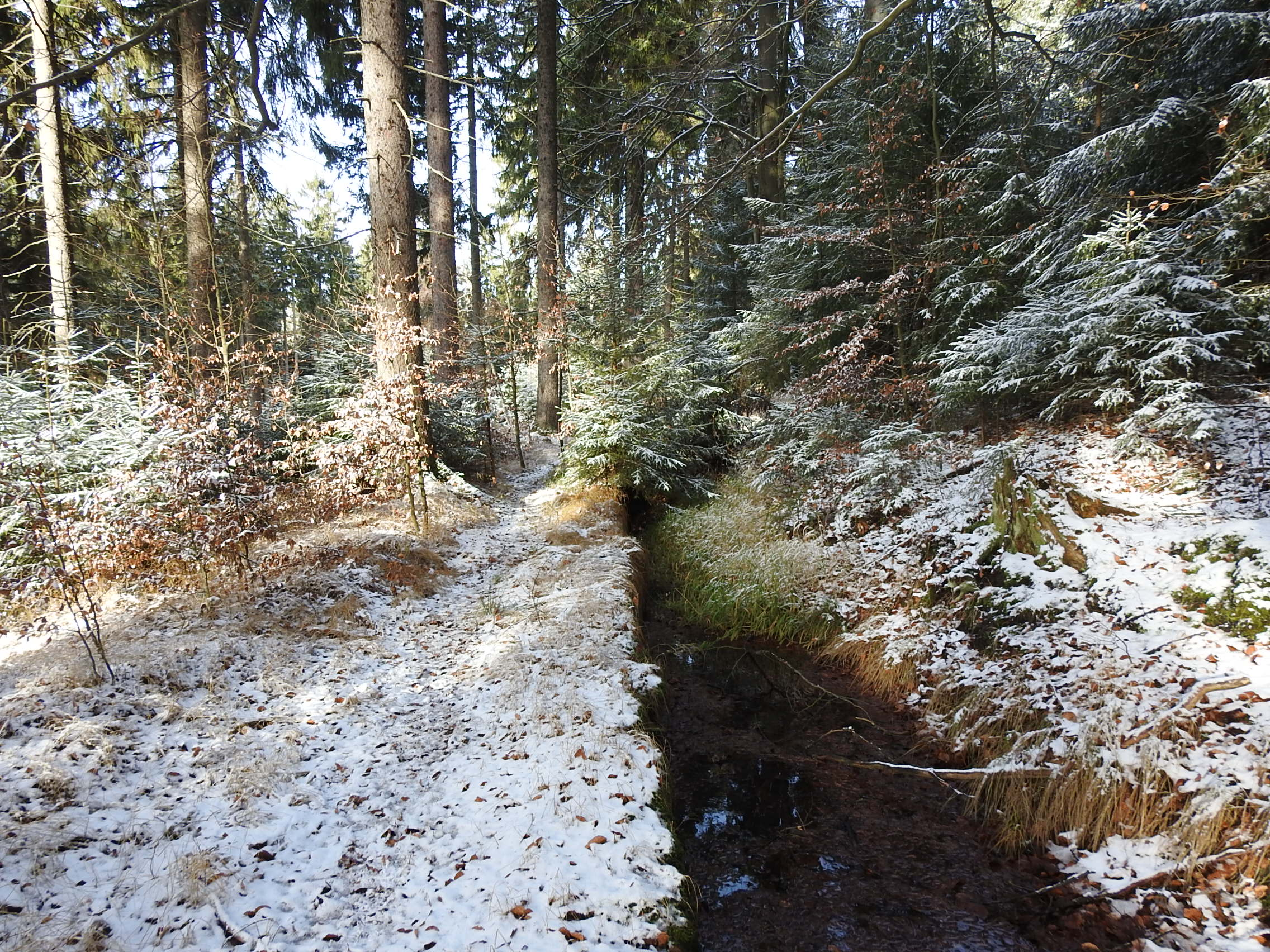
Wanderweg neben dem Zeuggraben
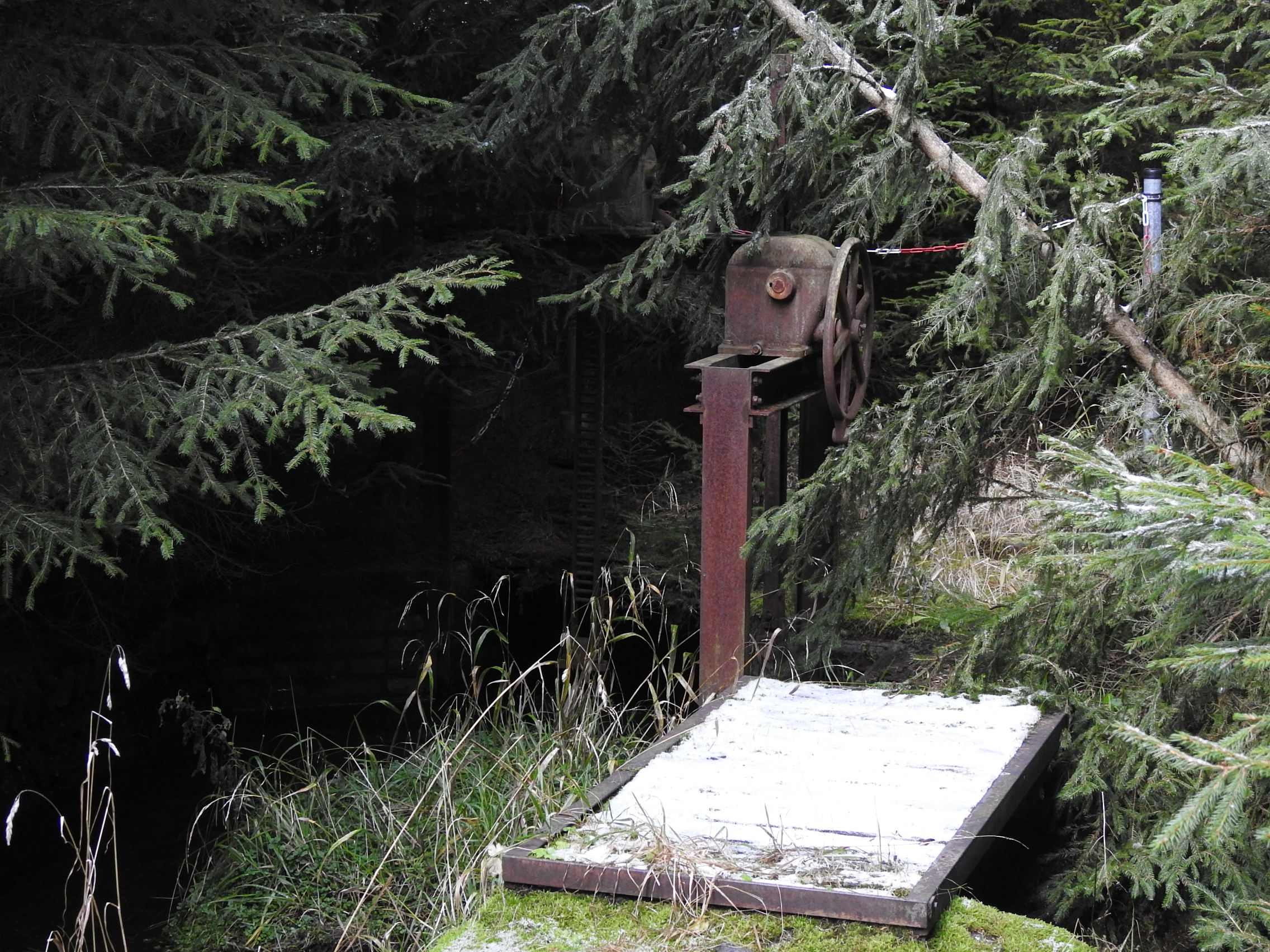
Wehranlage bei Gelobtland
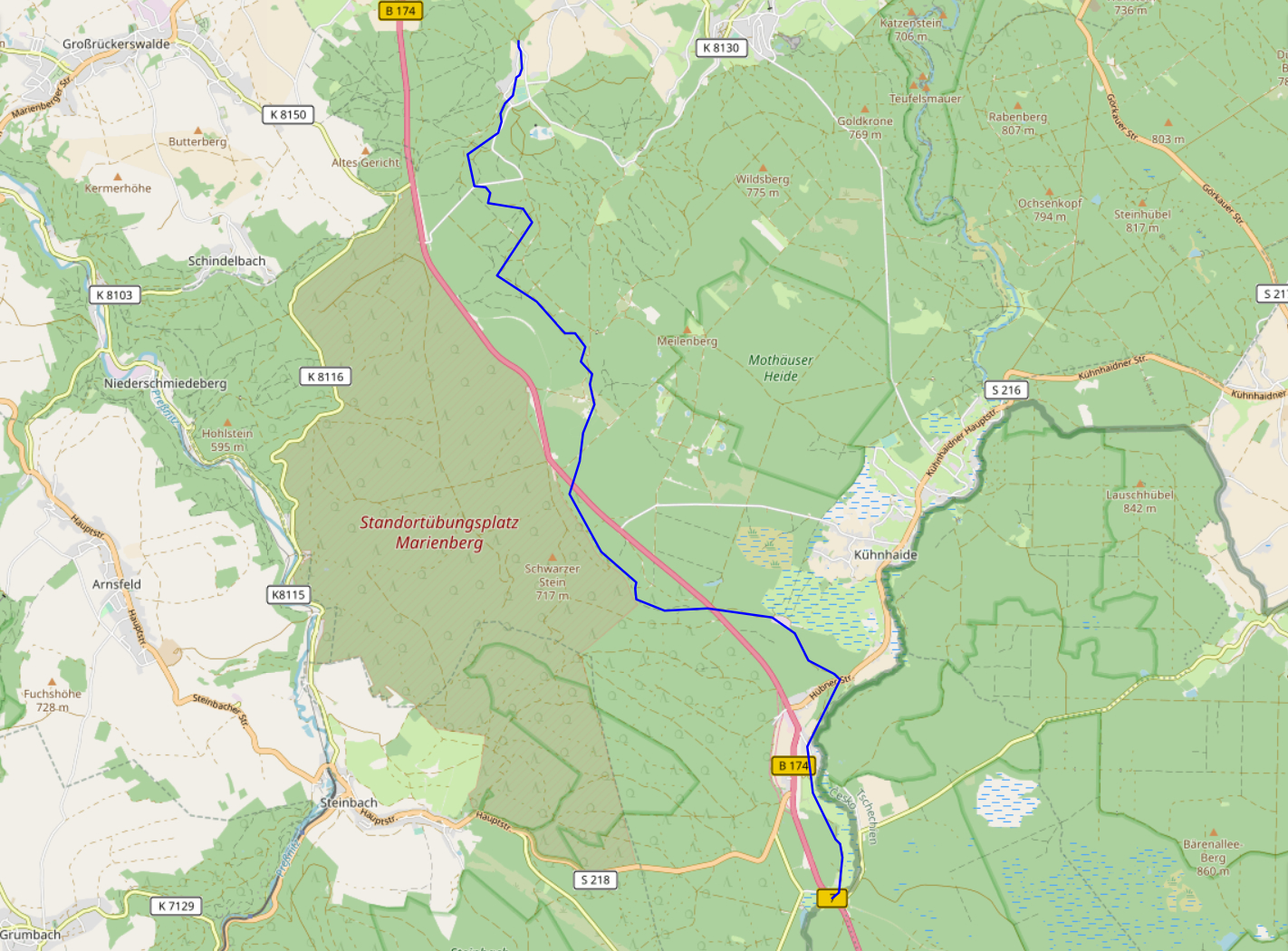
Zeuggraben von Reitzenhain bis Gelobtland. Dieser Teil des Zeuggrabens ist sehr gut erhalten. Weite Strecken wurden Anfang des 20. Jahrhunderts verrohrt.
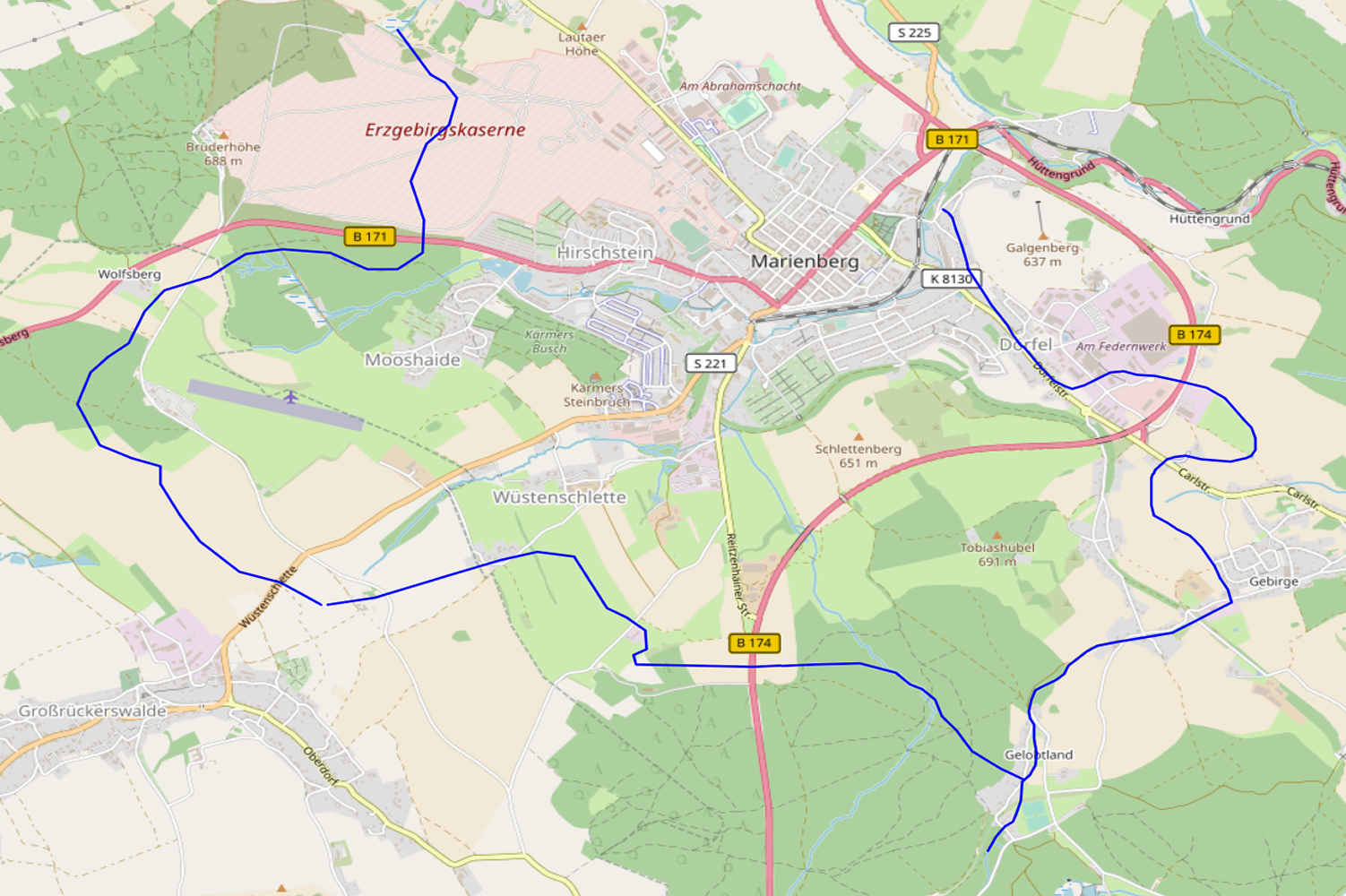
Zeuggraben Gelobtland bis Marienberg. Diese Strecke ist bis auf den Bereich um Gebirge bis Dörfel noch gut zu erkennen. Der ältere, westliche gelegene Teil bis Lauta ist fast völlig verschwunden.